# Championnat de Malte de football 1913-1914
Navigation
Saison précédente Saison suivante
La saison 1913-1914 de First Division Maltaise est la quatrième édition de la première division maltaise.
Lors de cette saison, le Floriana FC a tenté de conserver son titre de champion face aux six meilleurs clubs maltais lors d'une série de matchs se déroulant sur toute l'année.
Les sept clubs participants au championnat ont été confrontés une fois aux six autres.
C'est le Hamrun Spartans qui a été sacré champion de Malte pour la première fois de son histoire.

## Les sept clubs participants
| Club              | Stade          | Capacité | Ville      |
| ----------------- | -------------- | -------- | ---------- |
| Floriana FC       | -              | -        | Floriana   |
| Hamrun Spartans   | Victor Tedesco | 6 000    | Hamrun     |
| Msida Rangers     | -              | -        | Msida      |
| Senglea Shamrocks | -              | -        | Bormla     |
| St. George's FC   | -              | -        | Bormla     |
| Valletta United   | -              | -        | La Valette |
| Melita-Vittoriosa | -              | -        | Vittoriosa |

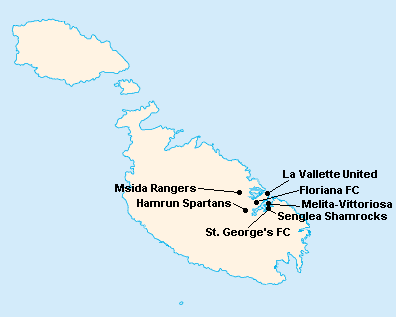
Localisation des clubs engagés dans le championnat.

L'île de Malte étant relativement petite, les clubs évoluent tous au stade National Ta'Qali (17 400 places). Certains cependant ont leur propre enceinte qu'ils peuvent éventuellement utiliser.

## Compétition

### Classement
| Rang | Équipe            | Pts | J | G | N | P | Bp | Bc | Diff |
| ---- | ----------------- | --- | - | - | - | - | -- | -- | ---- |
| 1    | Hamrun Spartans   | 10  | 6 | 5 | 0 | 1 | 22 | 1  | +21  |
| 2    | St. George's FC   | 10  | 6 | 5 | 0 | 1 | 15 | 2  | +13  |
| 3    | Valletta United   | 8   | 6 | 4 | 0 | 2 | 7  | 5  | +2   |
| 4    | Floriana FC (T)   | 6   | 6 | 3 | 0 | 3 | 10 | 16 | -6   |
| 5    | Msida Rangers     | 5   | 6 | 2 | 1 | 3 | 6  | 7  | -1   |
| 6    | Senglea Shamrocks | 3   | 6 | 1 | 1 | 4 | 6  | 19 | -13  |
| 7    | Melita-Vittoriosa | 0   | 6 | 0 | 0 | 6 | 1  | 17 | -16  |

| Légende : Qualifications et relégations | Légende : Qualifications et relégations |
| --------------------------------------- | --------------------------------------- |
|                                         | Relégation en Second Division Maltaise  |
|                                         | (T) : Tenant du titre 1912-1913         |

## Bilan de la saison
| Tableau d'Honneur       |                 |
| Compétition             | Vainqueur       |
| First Division Maltaise | Hamrun Spartans |

| Promotions et relégations            |                                               |
| Relégués en Second Division Maltaise | Floriana FC St. George's FC Senglea Shamrocks |
| Promus de Second Division Maltaise   | Sliema Wanderers FC Cottonera FC              |